# Ammit

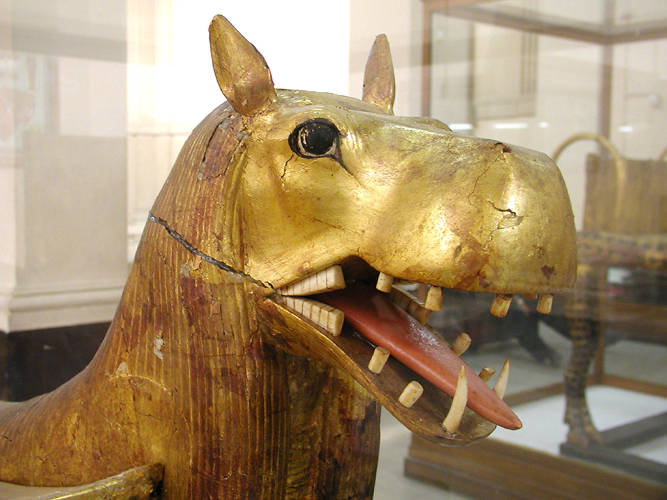
Detail Ritualbett der Ammit aus dem Grab Tutanchamuns
(Ägyptisches Museum Kairo, JE 62012)

Ammit (auch Ammut) ist als altägyptische Jenseitsgöttin seit der 18. Dynastie (Neues Reich) belegt. Ihre Rolle ist in der altägyptischen Mythologie eng mit dem Schutz des Königs (Pharao) verbunden. Sie galt als „Gefährtin des Osiris“, die seine und die königlichen Feinde abwehrt. Ammits mythologische Wurzeln reichen in Verbindung mit dem Altägyptischen Totengericht bis in das Alte Reich, wo der König während der Gerichtsverhandlung vor den negativen Kräften des Seth geschützt werden musste, um als „gerechtfertigter Osiris“ den Himmelsaufstieg antreten zu können. 
Im altägyptischen Totenbuch fand Ammit nach der Amarna-Zeit ebenfalls Berücksichtigung; dort jedoch in der Funktion als „dämonische Fresserin“ und Helferin des Osiris, die aufgrund der überführten „Lüge des Herzens“ die „Herzen seiner Feinde“ fraß. In der Ptolemäerzeit endete die Tradierung des Totenbuches, was die fehlenden Belege für Ammit im weiteren Verlauf der griechisch-römischen Zeit erklärt. 

## Bedeutung und Ikonografie
Nur im Unterweltsbuch Amduat ist Ammits Darstellung als Göttin in „Strichmännchenform“ zu sehen. Diese besondere Form ist darin begründet, dass die Redaktoren des Amduats ältere Vorlagen verwendeten, die wohl bis in das Alte Reich zurückreichen. Jan Assmann ordnet daher die Thematik des Amduats den Sonnenheiligtümern zu. Alexandra von Lieven verweist im Zusammenhang der „Strichmännchenform“ auf ähnliche Abbildungen in der 6. Dynastie. Im Verlauf des Neuen Reiches ersetzten die Schreiber aufgrund beschädigter Vorlagen jene Zeichnungen durch künstlerisch anspruchsvollere Neuanfertigungen.

### Jenseitsbücher und Königsgräber
In sämtlichen Königsgräbern fehlt die Vignette des Totenbuchspruches 125, die das Wiegen des Herzens illustriert. Damit verbunden fehlen Abbildungen von Ammit als „dämonische Totenfresserin“. Die Gründe sind im Selbstverständnis des Königs (Pharao) zu sehen, der das Prinzip der Maat in sich trägt und symbolisiert. Daher passten die Könige in ihren Gräbern die Texte inhaltlich an das Maat-Prinzip insbesondere dahingehend an, dass der König kein „negatives Schuldbekenntnis“ abgeben musste. Im Gegensatz zum Totenbuchspruch 125 entfiel in den Darstellungen der Königsgräber die Rechtfertigungssequenz des Königs. Die Totenrichter sprachen ihn auf Grundlage des Maat-Prinzips von persönlichen Verfehlungen generell frei.
Ammit ist deshalb in den Königsgräbern ausschließlich als menschengestaltige Göttin dargestellt und fungierte so unter anderem als Schutzgöttin des verstorbenen Königs. In einer aus dem Grab Tutanchamuns stammenden Inschrift auf einer Nilpferd-Bahre heißt es: „Der König wird von ihr geliebt“. Im Höhlenbuch trat Ammit als Göttin in einem Oval stehend auf, unter das vier Fleischzeichen angebracht waren. Mit einer anderen Göttin bewachte sie in der 11. Höhle den geheimen Sarkophag. Im Amduat ist Ammit in den Königsgräbern als stehende Göttin mit Uräusschlange auf dem Kopf abgebildet. Im Gebiet von Wernes gehört sie im oberen Register als zweite Göttin zu einer Neuner-Göttergruppe der 2. Nachtstunde. Im Grüftebuch ist sie als stehende Göttin unter einem Baldachin zu sehen. Ammit hält dabei eine Schlange als Zepter, das gleichzeitig als Vorderstange des Baldachins fungiert. Außerdem ist sie als Göttin mit einer vor ihr senkrecht aufgestellten Schlange bezeugt. In der frühen Ptolemäerzeit ist Ammit als Göttin der 10. Nachtstunde in einem Stundenbuch belegt.

### Ägyptisches Totenbuch, Privatgräber und Privatsärge

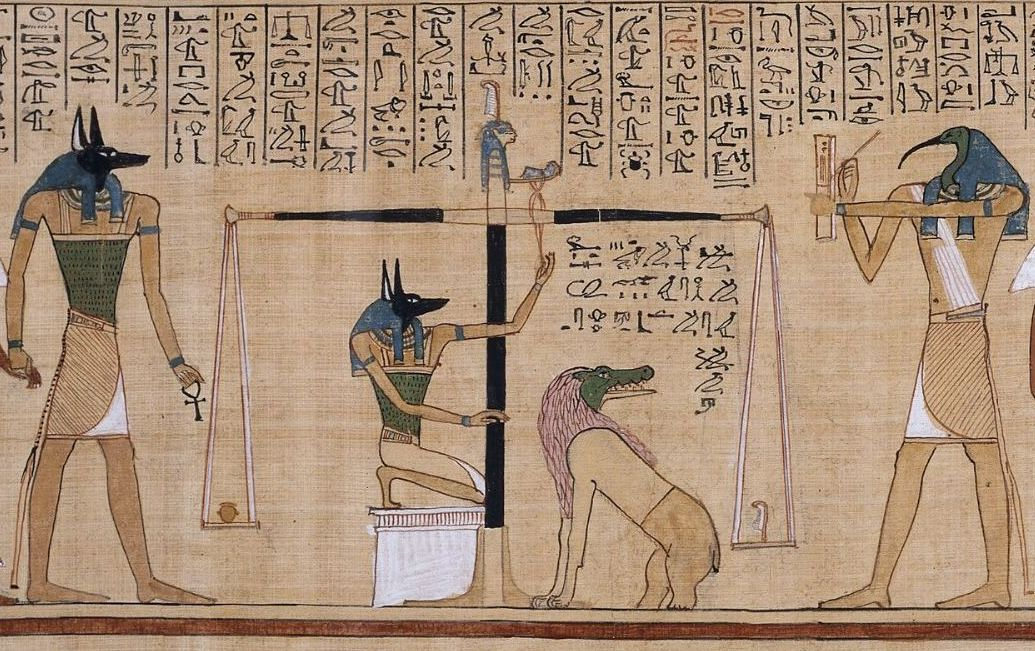
Ammit als „Totenfresserin“
(Papyrus des Hunefer, 19. Dynastie)

In Spruch 125 des Totenbuches wird Ammit bis zum Ende der Amarna-Zeit nicht namentlich erwähnt. Erst nach den Regierungszeiten der „Ketzerkönige“ illustrierten altägyptische Schreiber die inhaltlichen Ausführungen mit Ammit als „Totenfresserin“. Auch wenn ihre Ikonografie als Mischwesen befremdlich erscheint, repräsentiert Ammit außerhalb der Jenseitsbücher und der Königsgräber die größten und gefährlichsten Tiere Ägyptens. Es gibt auch ähnliche Wesen, die den Namen „Knochenbrecher“ oder „Därmeverschlinger“ trugen. Seit der 21. Dynastie wird sie mit Zitzen dargestellt und als Sau bezeichnet. Dies diente vermutlich dazu, ihre Gefährlichkeit abzuschwächen.
Ammit wird im Grab des Djehutiemhab (TT194), Grab des Siamun und Sarg CG 61031 „Totenfresserin“ genannt. Die wohl bekannteste Darstellung der Göttin ist eine Illustration zu Totenbuchspruch 125 bezüglich des Totengerichts, wo sie als Mischwesen mit dem Kopf eines Krokodils, dem Vorderkörper eines Löwen und dem Hinterteil eines Nilpferds zu sehen ist. Dort wartet sie neben der Waage in der „Halle der Vollständigen Wahrheit“, wo das Herz des Verstorbenen gegen die Feder der Maat abgewogen wird. Trat der Fall ein, dass der Tote nicht die Probe des negativen Schuldbekenntnisses bestand, wog das Herz schwerer als die Feder der Maat und Ammit fraß das Herz des Verstorbenen. Der Ba des Toten konnte sich deshalb nicht mehr mit dem Leichnam vereinigen, was ein Weiterleben in Sechet-iaru unmöglich machte. Im Grab TT341 ist Ammit in einer weiteren Mischwesen-Variante mit dem Vorderkörper eines Krokodils und dem Hinterteil eines Nilpferds abgebildet.

## Kult
| R8 |

| R8 |